# 유년기의 끝
유년기의 끝(Childhood's End)은 1953년 영국 작가 아서 C. 클라크의 공상과학 소설이다. 이야기의 내용은 오버로드라는 외계인들이 지구에 침공했으나, 그들은 인류에게 평화적이었고, 그들은 인류를 관리하겠다고 하며 수십년에 걸쳐 지구에 유토피아를 만들기에 이른다. 하지만, 그 대가로 인류는 인류가 본래 가지고있던 문화와 정체성이 점차 흐려진다.
클라크의 이 책에 대한 아이디어는 1952년 소설로 확장한 단편 《가디언 엔젤》(신세계 #8, 1950년 겨울)에서 시작되었는데, 이 책이 《지구와 오버로드》의 제1부로 통합되었다. 1953년에 완성되어 출판된 유년시절의 엔드는 첫 인쇄물을 매진시켰고, 좋은 평을 받았으며 클라크의 첫 성공적인 소설이 되었다. 이 책은 종종 독자와 비평가 모두에게 클라크의 최고의 소설로 여겨지며, "외계 문학의 고전"으로 묘사된다. 클라크는 <먼 지구의 노래>(1986년)와 함께 <유년기의 끝>을 자신의 소설 중에서 가장 좋아하는 것 중 하나로 여겼다.이 소설은 2004년 레트로 위고 최우수 소설상 후보에 올랐다.
이 소설을 영화나 미니시리즈로 각색하려는 시도들이 있었고, 꽤 성공적인 사례도 많았다. 스탠리 큐브릭 감독은 1960년대에 관심을 표명했지만 2001년이 되어서야 클라크와 협력했다.
또한 이 소설의 초월적 진화라는 주제는 클라크의 스페이스 오디세이 시리즈에도 등장한다. 1997년, BBC는 토니 멀홀랜드에 의해 각색된 2시간짜리 '유년기의 끝'을 라디오로 각색했다. 시피 채널은 2015년 12월 14일부터 16일까지 3부 4시간의 텔레비전 미니시리즈를 제작했다.

## 스토리 전개
소설은 주인공이 없는 3인칭 전지적 관찰자 시점이며,이야기는 크게 세 부분으로 나뉜다.

### 지구에 나타난 오버로드
20세기 후반에 미국과 소련은 군사적 목적으로 최초의 우주선을 궤도에 쏘아 올리려고 경쟁하고 있다. 거대한 외계 우주선들이 갑자기 지구의 주요 도시들 위에 위치하게 되면, 우주 경쟁은 멈춘다. 1주일 후에, 외계인들은 인류의 멸종을 막기 위해 국제 문제의 감독을 맡을 것이라고 발표한다. 그들은 '오버로드'로 알려지게 된다. 일반적으로, 그들은 인간이 그들 자신의 방식대로 일을 진행하도록 내버려 둔다. 그들은 인류에게 직접적으로 딱 두번만 간섭했는데, 남 아프리카에서는 인종 차별 정책이 붕괴되었고,스페인에서는 투우를 없에버렸다. 어떤 사람들은 절대로 눈에 띄지 않는, 오버로드의 선의를 의심했다. 스톰그렌 사무 총장에게만 직접 말하는 "지구를 위한 감독관"인 카렐렌은 스톰그렌에게, 인간이 그들의 존재에 익숙해질 때, 그들은 50년 안에 그들 자신을 드러낼 것이라고 말한다. 스톰 트린은 카렐런의 진짜 모습을 보기 위해 카렐런의 우주선에 장치를 정교하게 만들었다. 그는 카렐렌의 진정한 모습을 보는것에는 성공했지만,카렐렌의 모습에 큰 충격을 받았고 침묵을 지키기로 선택한다.

### 인류황금기의 도래
인류는 창조성을 희생하고 번영의 황금기에 들어선다. 도착한 지 50년이 지난 후, 오버로드는 갈라진 발굽, 가죽 같은 날개, 뿔, 그리고 꼬리를 가진 커다란 비피드와 같은 악마의 전통적인 기독교 민속 이미지와 비슷한 모습으로 그들의 모습을 드러낸다. 오버로드들은 심리학 연구에 관심이 있는데, 인간들은 이것이 인류학 연구의 일부라고 생각한다. 이 주제에 대해 다작하는 책 수집가인 루퍼트 보이스는 오버로드 라샤베락이 집에서 이 책들을 공부하는 것을 허락합니다. 보이스는 라샤베락의 존재를 친구들에게 보여 주기 위해 파티를 여는데, 그 동안 그는 위저보드를 이용한다. 천체 물리학자이자 루퍼트의 처남인 잰 로드릭스는 오버로드의 고향 행성에 대해서 묻는다. 조지 그레그슨의 미래 부인인 진 파인츠는 위저보드에서 대부분의 손님들에게 의미가 없는 숫자를 보여 준다. 그리고 나서 잰은 이것을 별-칼로리 숫자로 인식하고 이것이 오버로드의 선박이 나타나고 사라지는 방향과 일치한다는 것을 알게 된다. 해양학자 친구의 도움으로 잰 로드릭스는 오버로드 보급선을 타고 걸어 나가 그들의 고향 행성으로 40광년을 여행한다. 거의 빛에 가까운 속도에서의 특수 상대성 이론의 시간 지연으로 인해, 배에서의 시간은 몇주밖에 되지 않고, 그는 약물에 의한 동면을 통해 그것을 견딜 수 있도록 준비했다.

### 최후의인류
비록 인간과 귀족이 평화로운 관계를 맺고 있지만, 어떤 이들은 인간의 혁신이 억압되고 있고 문화가 정체되고 있다고 생각했다.그래서 이 그룹들 중 하나는 조지와 장 그레그슨이 합류한 창조적인 예술에 헌신하는 태평양의 한 섬 식민지인 뉴 아테네를 설립한다. 그 상공 회의소는 그레고리의 아이들인 제프리와 제니퍼 앤에 대한 특별한 관심을 감추고, 섬에 쓰나미가 닥쳤을 때 제프리의 생명을 구하기 위해 개입한다. 오버로드는 위저보드 사건 이후로 그들을 주시해 왔다. 그 사건은 장에게 숨겨진 다가올 변형의 씨앗을 보여 주었다.
오버로드가 도착한 지 1세기가 훨씬 넘은 후에, 인간의 아이들은, 그래그슨스로 시작하여, 투시력과 원격 조종 능력을 보여 주기 시작한다. 카렐런은 오버로드의 목적을 밝힌다. 그들은 오버마인드라는 거대한 우주 지성을 위해 활동한다. 그들은 고대 문명이 융합되고 물질적 존재의 한계로부터 자유롭게 된다. 오버로드 그 자체는 "진화의 막다른 골목"안에 있었다. 이는 오버로드들은 오버마인드에 합류할 수 없었고, 대신에 다른 종족의 궁극적인 진화를 촉진하면서 일종의 "보호자"로서 활동했다.
카렐런이 설명한 것처럼, 구체적인 정체성을 지닌 독신자들로 구성된 인종으로서의 인류의 시대는 끝나 가고 있다. 아이들의 마음은 서로 닿아 하나의 거대한 집단 의식으로 합쳐진다. 태평양이 말라 버린다면, 그것을 덮고 있는 섬들은 섬으로서의 그들의 정체성을 잃고 새로운 대륙의 일부가 될 것이다;마찬가지로, 아이들은 그들의 부모들이 알고 있던 개인들이 되는 것을 멈출 것이며, 그들은 "우리가 생각했던 인간"과는 완전히 다른 무언가가 되었다.
변화된 아이들의 안전을 위해, 그리고 그들의 부모들이 그들이 어떻게 되었는지 보는 것이 고통스럽기 때문에, 그들은 그들 자신의 대륙에서 분리되어 있습니다. 더 이상의 인간 아이들이 태어나지 않고 많은 부모들이 죽거나 자살을 한다. 뉴 아테네의 사람들은 원자 폭탄으로 자신들을 파괴한다.
잰 로드릭스는 오버로드의 보급선에서 동면에서 깨어나 그들의 행성에 도착한다. 상공 회의소는 그에게 상공 회의소가 그들과 의사 소통하는 방법을 잠깐 보여 줄 수 있게 해 준다. 로드릭스가 지구로 돌아왔을 때 그는 예상치 못할정도로 변화된 지구의 모습을 보게된다. 인류는 사실상 멸종되었고 그는 이제 마지막 생존자이다. 로드릭이 '인간'으로 정의한 것에 더 이상 맞지 않는 수억명의 아이들이 격리된 대륙에 남아 오버 마인드에 동참할 준비를 하고 있는 하나의 정보원이 되었다.
몇몇 오버로드들은 안전한 거리에서 아이들을 연구하기 위해 지구에 남아 있다. 진화한 어린이들이 정신적으로 달의 자전을 바꾸고 다른 행성의 조작을 하면, 남아 있기에는 너무 위험해 진다. 떠나는 오버 로드들이 로드릭을 데려가겠다고 제안했지만, 그는 지구의 종말을 목격하고 그가 본것에 대한 보고서를 전송하기 위해 남아 있기로 결정했다.
오버로드는 오버마인드를 연구함으로써 진화의 막다른 골목에서 벗어나기를 열망했다. 그래서 로드릭스의의 정보는 잠재적으로 그들에게 큰 가치가 있다. 라디오에서 로드릭은 지구에서 올라오는 거대한 불타는 기둥을 묘사한다. 기둥이 사라지면서 로드릭은 아이들이 떠났을 때 깊은 공허함을 경험한다. 그리고 나서 물질적인 물체들과 지구 자체가 투명하게 사라지기 시작했다. 로드릭스는 두려움이 아니라 강력한 성취감이라고 보고했다. 지구는 빛의 섬광 속에서 증발한다. 카렐런은 멀어져 가는 태양계를 돌아보고 인간에게 마지막 인사를 한다.

## 출판의 역사
이 소설은 "Guardian Angel"에 단편소설의 형태로 맨 먼저 기고된것으로 그 역사가 시작되었다. 클라크가 오버로드 종을 악마로 묘사한 것은 존 W. 캠벨이 1934년 '최악의 기계'에서 악마 같은 테프-헬라니 종을 묘사한 데서 영향을 받았으며,1934년 '놀라운 이야기'에서 처음으로 연재되었다. "Guardian Angel"를 끝낸 후 클라크는 킹스 칼리지 런던에 입학해 1946년부터 1947년, 1951년부터 1953년까지 영국 대학 협회 회장을 역임했다. 그는 1948년에 킹스 칼리지에서 수학과 물리학을 주전공으로 졸업한 후 과학추상학과 조교수로 근무했다. 'Guardian Angel'은 출판을 위해 제출되었지만 캠벨을 포함한 몇몇 편집자들에 의해 거부당했다. 클라크의 대리인의 요청에 따라 클라크도 모르게 원고는 제임스 블리쉬에 의해 편집되었고, 그는 결말을 다시 썼다. 블리쉬가 수정한 출판원고는 1950년 4월에 유명한 잡지인 Fantastic Mysteries에 출판되었다. 클라크의 'Guardian Angel'에 기고한 초판 원고는 좀더 늦은시기인 1950년 겨울에 출판한 잡지, 'New Worlds'에 실렸다.
클라크의 논픽션 과학 책 우주 탐험대가 성공적으로 받아들여진 후에, 그는 글쓰기 경력에 집중하기 시작했습니다. 1952년 2월 클라크는 'Guardian Angel'의 소설을 출간하기 시작했다. 클라크는 소설'유년기의 끝'의 첫 초안을 12월에 완성했고 1953년 1월에 최종 수정을 했다. 클라크는 1953년 4월 이 소설과 그의 다른 작품들과 함께 뉴욕을 여행했다. 문학사인 BernardShir-cliff는 밸런타인 출판사에게 유년기의 끝,"새벽에 조우하다",(밸런타인이 이후 지구탐험대라는 제목으로 변경했다), 그리고 우주로의 전주곡 소설을 포함한 클라크가 집필한 모든 소설들을 사도록 설득했다. 하지만 클라크는 이 소설에 두개의 다른 결말을 만들었고,유년기의 끝 소설의 마지막 결말부분은 아직 만들어지지 않았다.
클라크는 조지 그리진저와 함께 스쿠버 다이빙을 하기 위해 플로리다주 탬파베이로 갔고, 가는 길에 친구인 프레드릭을 만나기도 했다. 1953년부터 1956년까지 국제 우주인 연합 회장을 지낸 듀란트와 워싱턴 메트로폴리탄 지역에 사는 그의 가족은 마지막 챕터를 계속 쓰고 있다. 그는 그 다음 조지아주 아틀란타로 여행을 갔는데, 그곳에서 그는 시민권 운동에 적극적인 친구 이안 맥컬리를 방문했다. 클라크는 애틀랜타에서 마지막 장 집필을 마쳤으며 클라크와 맥컬리는 인종 문제에 대해 논의했다. 이러한 대화는 마지막 장(章)의 전개, 특히 인류의 마지막 생존자인 잰 로드릭의 캐릭터를 흑인으로 만들기로 한 클라크의 선택에 영향을 미쳤다.
클라크는 4월 말 플로리다에 도착했다. 'The Man Who Ploughed the Sea'이라는 단편 소설은 Tales from the White Hart 컬렉션에 포함되었는데, 플로리다에서의 시간에 영향을 받았다. 5월 말 키 라르고에서 클라크는 마릴린 메이필드를 만났고, 3주 미만의 연애 끝에 맨해튼으로 여행을 떠나 뉴욕 시청에서 결혼식을 올렸다. 이 커플은 클라크가 유년기의 끝 소설을 마무리지은 펜실베니아의 포코노 산에서 신혼 여행을 보냈다. 7월에 클라크는 메이필드와 함께 영국으로 돌아왔지만 클라크가 대부분의 시간을 읽고 쓰고 그의 작품에 대해 이야기하며 보냈기 때문에 결혼 생활이 지속되지 않을 것이라는 것이 곧 분명해 졌다. 게다가, 클라크는 아버지가 되고 싶어 했고, 이전 결혼에서 낳은 아들을 둔 마릴린은 결혼 후 클라크에게 더 이상 아이를 가질 수 없다고 말했다. 다음 달에 유년기의 끝이 출판되었을 때, 그것은 "마릴린에게, 신혼 여행 중에 내가 증거를 읽을 수 있게 해 줘서"라는 헌신적인 태도로 일관했다. 그 부부는 몇달 후에 헤어졌지만 그 후 10년간 결혼 생활을 유지했다.

### 출판
밸런타인은 유년기의 끝 소설을 지구 원정대,우주로의 전주곡 소설보다 먼저 출판하기를 원했지만 클라크는 기다리기를 원했다. 그는 그 책이 출간하기 어려운 책이라고 느꼈다. 그는 이 소설의 두가지 다른 결말을 썼고 어떤 것을 사용해야 할지 확신하지 못 했다. 전기 작가 네일 맥알리어에 따르면, 아서 클라크 의 불확실성은 외계인 오버 마인드와의 불가사의하고 초월적인 주제에 대한 주제 중심 때문이었을지도 모른다고 한다. 이 주제가 클라크의 소설에서 효과적으로 사용되었지만 맥알리어는 "그가 옹호하고 대표하게 된 것은 과학에 기초한 공상 과학 소설이 아니었다"고 썼다. 그가 유년기의 끝을 썼을 때, 클라크는 불가사의한 현상에 관심이 있었고, 그의 인생에서 훨씬 늦게까지 회의론자가 되지 않았다.발렌타인은 클라크가 유년기의 끝을 먼저 출판하도록 설득했고 1953년 8월 미국 공상 과학 소설 작가 리차드 M이 디자인한 표지를 출판했다. 유년기의 끝 소설은 1950년대에 보기 드문 접근법으로 페이퍼 백과 하드 커버 에디션으로 처음 등장했다. 그의 경력 중 처음으로 클라크는 소설가로 알려졌다.
수십년 후에 클라크는 이 이야기가 시대에 뒤떨어진 후에 유년기의 끝의 새로운 원고를 준비하고 있었다. 1953년 소설의 초기 장은 미국과 소련 사이에 달에 최초로 육지에 오르는 사람들에 대한 경주를 정확하게 예견하고 있지만, 실제로 일어난 것보다 더 늦게 설정하고 있다(1980년 이후;정확한 해는 본문에 주어지지 않았지만, 1945년은 30년 이상 되었다고 한다. 이 책이 처음 출판된 후, 1969년에 아폴로 계획은 달에 인간을 착륙시켰고, 1989년에 조지 H.W. 부시 미국 대통령은 우주 비행사들에게 화성을 탐사할 것을 요구하면서 우주 탐험 계획을 발표했다. 1990년에 클라크는 새로운 서문을 추가하고 첫장을 다시 써 21세기 초에 달에서 화성으로 목표를 바꾸고 경주보다는 공동의 노력을 암시했다.
2008년 10월 28일, Audible.com은 7시간 47분 분량의 소리 없는 아동기 말기를 청각적인 선구자들의 감명 아래 발표했다. 오디오/파일 리뷰는 서머의 내레이션을 " 부드럽게 표현하고 완전히 신뢰할 수 있는 "것으로 칭찬했다. 음성 소개와 해설은 캐나다 공상 과학 소설 작가 로버트 소이어에 의해 제공되었다.

## 평가
이 소설은 대부분의 독자들과 비평가들에게 호평을 받았다. 출판된 지 두달 후에 첫 인쇄물의 21만부가 모두 팔렸다. 뉴욕타임즈는 이 책에 대한 두가지 긍정적인 리뷰를 실었다. 바질 데븐포트는 클라크를 "공상 과학 소설을 철학적인 사고의 매개물로 사용했던 아주 작은 그룹의 작가들"인 올라프 스태플던, C.S. 루이스, 그리고 H.G. 웰스와 비교했다. 윌리엄 두보이스는 이 책을 "이 불안의 시대에 모든 사려 깊은 시민들의 관심을 받을 가치가 있는 최초의 요금제 여행"이라고 불렀다. 로스 앤젤레스 타임즈의 돈 구즈 먼 은 이 소설의 서스펜스, 지혜 그리고 아름다움에 감탄했다. 그는 클라크의 작가로서의 역할을 "미래 색채의 그림 화가, 체슬리 보네스텔"이라는 예술가의 역할과 비교했다. 갤럭시 리뷰의 그로프 콘클린은 이 소설을 "가공할 만큼 인상적인 작품"이라며"예기치 않은 연속적인 만화경"이라고 평했다.
앤소니 바우처와 J. 프란시스 맥코마스는 좀 더 회의적이며, 이 소설의 "거대한 역사와 다수의 삽화적인 작은 이야기들 사이의 기이한 불균형"을 비난했다. 클라크의 작품을 역사적 개념과 산문의 질과 사고의 질 때문에 '스태플로니언'이라고 칭송하면서, 이들은 ' 유년기의 끝' 소설을 '어색하고 불완전한 책'이라고 비판했다.
브라이언 W. 알디스와 데이비드 윙로브는 " 유년기의 끝은 다소 진부한 철학적 생각에 달려 있다"고 썼지만 클라크는 "단순하지만 야심적인 언어로 표현했는데 이는 시편을 희미하게 상기시키고 부정할 수 없는 효과를 위해 그것을 극적인 상실감과 결합시켰다"고 말했다.
2004년에 아동기의 끝은 1954년의 휴고 노벨 문학상 후보에 올랐다.

## 이 책의 인기
1960년대 스탠리 큐브릭 감독은 이 소설을 영화로 각색하는 데 관심이 있었다,하지만 할리우드 블랙리스트에 올랐던 아브라함 플론스키감독이 이미 영화로 각색하기로 되어있었다. 대신, 큐브릭은 클라크와 협력하여 단편 소설 "센티넬"을 2001:스페이스 오디세이로 1968년에 영화화 시켰다.

1969년 우드 스톡에서 공연하기 몇달 전 포크 가수 이자 기타리스트인 리치 헤븐스는 에보니 잡지에 클라크의 이야기에 대한 감사를 전했으며 유년기의 끝을 영화화하는 작업에 관심을 표명했다. 폴론스키와 하워드 코흐의 각본은 결코 영화화되지 않았다.
DavidElgood는 1974년에 처음으로 소설을 라디오로 각색할 것을 제안했지만, 수십년이 지나도 그 결과물이 나오지는 못했다.
TV시리즈인 AliasSmith와 Jones를 포함한 명성을 얻은 PhilipDeGuere는 1970년대 후반에 Universal을 위한 대본을 개발했는데, 그는 처음에는 CBSTV를 위한 6시간짜리 미니 시리즈로, 나중에는 ABC를 위한 2시간 또는 3시간짜리 TV드라마로 촬영할 계획이었다. 하지만 유니버셜 사는 아서 C와 계약을 맺고 있다는 것을 발견했다. 클라크-그 중 일부는 1957년으로 거슬러 올라가는데, 그 시기는 지났다. 이러한 계약적 어려움들은 1979년에 해결되었고, DeGuere는 전설적인 만화책 작가 닐 아담스와 사전 제작 도면과 다른 자료들을 작업했다. 그 프로젝트는 클라크의 승인을 받았다. 하지만 유니버셜 사는 필요한 예산이 거의 4천만달러가 될 것이고 그들은 1천만달러만 쓸 준비가 되어 있었기 때문에 영화는 만들어지지 않았다.
BrianLighthill감독은 라디오 적응 프로그램을 재검토하였고 1995년에 그 권리를 얻었다. 라이트릴은 1996년 BBC라디오로부터 승인을 받은 후 토니 멀홀랜드에게 대본을 의뢰했고, 그 결과 2부로 구성된 새로운 각색을 얻었다. BBC는 이 소설을 2시간짜리 라디오 드라마로 제작해 1997년 11월에 BBC라디오 4에서 방송했다. 이 녹음은 1998년 BBC오디오 북에 의해 카세트로, 2007년 CD에 공개되었다.
2002년 현재 이 소설에 대한 영화 판권은 유니버설 픽처스가 보유하고 있으며 킴벌리 페이어스 감독은 프로젝트에 참여했다.
2013년 4월 10일, 씨피 채널은 유년기의 끝을 TV미니 시리즈로 제작하는 계획을 발표했다.3부작 4시간짜리 이 작품은 2015년 12월 14일에 초연되었다.

## 같이 보기
- 동물원 가설